# Falacia del continuo

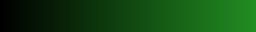
En este gradiente de color se pueden observar dos extremos: del lado izquierdo el color negro y del lado derecho el color verde. Ambos son distinguibles entre sí y no están separados de forma clara.

Al considerar una gama de situaciones en donde existen dos casos extremos, y en donde los intermedios no son claramente diferenciables entre sí, la falacia del continuo (también conocida como falacia de la barba, falacia del dibujo lineal o falacia del punto de decisión) se produce al incurrir en las siguientes asunciones:
- Ambos extremos son indistinguibles.
- Existe una separación clara entre ambos extremos.

## Forma
La forma del argumento es la siguiente:
X es un extremo
Y es otro extremo.
X e Y presentan casos intermedios.
__________________________________________
No hay diferencia entre X e Y y por tanto también de los casos intermedios.
Hay un punto claro en donde X se convierte en Y.

## Potencialidad
Cuando dichos extremos dependen del tiempo se incurre en un caso particular denominado falacia de potencialidad. El error sucede al considerar los mismos como iguales, a pesar de que sean casos distintos (al haber transcurrido el tiempo).

## Ejemplos

### Error

##### (Del tipo: 'No hay diferencia entre X e Y'.)
Una casa con todas sus piezas ya no es una si la derrumban completamente, si se quitan  cierto número de piezas más no todas se vuelve difícil determinar su condición de casa pero ello no implica que no haya estados donde claramente se pueda determinar dicha condición ni que ambos estados sean iguales o que no existan.

### Ancianidad

##### (Del tipo: 'Hay un punto claro en donde X se convierte en Y'.)
El interrogante de "¿cuándo exactamente un adulto se vuelve anciano?" es falaz porque asume que existe un momento exacto en el que esto sucede.

## Casos no falaces
Ocurren cuando efectivamente hay un punto divisorio claro o cuando no hay diferencia entre los extremos.

### Ejemplo
La edad jubilatoria es un ejemplo de esto, ya que se trata de una convención legal y el punto de inflexión es claro.

## Semántica
Cabe destacar que muchos de los casos se tratan más que nada de un debate semántico, en donde sólo es necesario establecer una convención. 

## Asuntos morales

### Muerte cerebral
Determinar la muerte cerebral de un humano puede ser un asunto complejo ya que existen muchos términos medios entre el funcionamiento normal y la muerte total.

### Especismo
Si se respeta a un individuo por considerar su capacidad de sufrir o disfrutar (para lo cual se presupone que el motivo por el que ha de respetarse a un ser humano no es porque es humano, sino porque en ese momento está en condiciones de experimentar placer o displacer), entonces es necesario reconocer la gradualidad de sintiencia que hay entre especies (e individuos de una misma especie). 
Respecto a la sintiencia en animales, alguien que asume una diferencia de tipo (y no de grado) entre el ser humano y el resto de las especies animales posiblemente esté convencido de que existe realmente un punto específico claramente identificable: no admitir la diferencia real entre los seres humanos y los animales de las otras especies basándose en que no se ha podido identificar un punto claro de distinción entre ambos polos implica caer en una de las modalidades de la falacia del continuo (basándose en la dificultad de encontrar entre ambos un punto de distinción satisfactoriamente claro).

### Pedofilia
La asunción de que existe un punto exacto en que una persona pasa a ser apta sexualmente es falaz. Sin embargo, legalmente se establece una edad exacta para evitar casos en donde esto no sea así.